# Младият Франкенщайн
„Младият Франкенщайн“ (на английски: Young Frankenstein) е американски филм от 1974 година, хорър комедия на режисьора Мел Брукс по негов сценарий в съавторство с Джийн Уайлдър, по мотиви от романа „Франкенщайн“ (1818) на Мери Шели.
В центъра на сюжета е скептичен учен, който посещава замъка на предците си, открива лабораторията на мъртвия си дядо и подновява експериментите му за съживяване на мъртвите. Филмът пародира екранизациите на „Франкенщайн“ от 30-те години, стремейки се да наподобява техния стил. Главните роли се изпълняват от Джийн Уайлдър, Питър Бойл, Марти Фелдман, Тери Гар.
„Младият Франкенщайн“ е номиниран за „Оскар“ за адаптиран сценарий и озвучаване, както и за „Златен глобус“ за водеща и поддържаща актриса в комедия.